# Werner Bühse
Werner Bühse (* 27. November 1951 in Neumünster) ist ein ehemaliger deutscher Sportschütze im Wurfscheibenschießen in der Disziplin Trap.

## Leben und Karriere
Werner Bühse nahm als 16-Jähriger an den Olympischen Spielen 1968 in Mexiko-Stadt am Trap-Wettkampf teil und belegte Platz 29 mit 189 von 200 geworfenen Wurfscheiben. Im Folgejahr bei den Europameisterschaften in Paris wurde er Junioren-Vizeeuropameister und 1970 in Bukarest Junioren-Europameister. Bei den Deutschen Meisterschaften wurde Bühse 1968 und 1970 in Wiesbaden Deutscher Juniorenmeister.